# یوکا مونکونن
یوکا مونکونن (فنلاندی: Jukka Mönkkönen؛ زادهٔ ۱۶ اوت ۱۹۵۹) استاد، و داروشناس اهل فنلاند است. او رئیس دانشگاه دانشگاه فنلاند شرقی است. یوکا مونکونن در سال‌های ۲۰۱۲ تا ۲۰۱۴ به عنوان رئیس دانشگاهی دانشگاه فنلاند شرقی خدمت کرد. سپس در سال ۲۰۱۵ به مدت پنج سال به عنوان رئیس دانشگاه انتخاب شد و از ۱ ژانویه ۲۰۲۰ برای یک دوره پنج ساله دیگر مجدداً انتخاب شد. این تصمیم گرفته شد به اتفاق آرا توسط هیئت مدیره دانشگاه فنلاند شرقی در ۲۱ مه ۲۰۱۹. در سال ۲۰۲۳، یوکا مونکونن به عنوان رئیس هیئت مدیره SYK (شرکت املاک دانشگاهی فنلاندی) انتخاب شد، شرکتی که مالک و اجاره دهنده املاک در پردیس‌های دانشگاهی است. یوکا مونکونن مدرک کارشناسی ارشد داروسازی خود را در سال ۱۹۸۶ از دانشگاه کوئوپیو و مدرک دکترای داروسازی خود را در سال ۱۹۹۱ دریافت کرد. او چندین سمت پژوهشی و آموزشی داشته و از سال ۱۹۹۸ استاد زیست‌داروسازی بوده است. مونکونن به عنوان رئیس دانشکده داروسازی دانشگاه کوپیو، رئیس دانشکده علوم بهداشتی دانشگاه فنلاند شرقی و رئیس و سرپرست دانشگاه فنلاند شرقی خدمت کرده است.
تحقیقات علمی او بر فارماکولوژی مولکولی داروهای مؤثر بر متابولیسم استخوان و مکانیسم‌های جذب دارو متمرکز بوده است.

## میراث
یوکا مونکونن در دوره ۲۰۱۲-۲۰۱۴ رئیس دانشگاه فنلاند شرقی و در دوره ۲۰۱۵-۲۰۲۳ رئیس دانشگاه بود. در دوران ریاست او، دانشگاه فنلاند شرقی در تمام رتبه‌بندی‌های بین‌المللی جایگاه خود را از دست داد. در رتبه‌بندی تایمز هایر اجوکیشن، این دانشگاه از رتبه ۳۰۰-۳۵۰ در سال ۲۰۱۲ (رتبه ۳ در فنلاند) به رتبه ۶۰۰-۸۰۰ در سال ۲۰۲۳ (رتبه ۱۰ در فنلاند) تنزل یافت. به طور مشابه، در رتبه‌بندی دانشگاه‌های جهان QS، این دانشگاه در سال ۲۰۱۲ رتبه ۳۰۲ را کسب کرد و در سال ۲۰۲۳ به رتبه ۵۴۸ در بین تمام دانشگاه‌های جهان تنزل یافت.
سبک مدیریتی او در دوران ریاستش اغلب با بقیه جامعه دانشگاهی در تضاد بود، همانطور که در نظرسنجی‌های منظم رفاه که در دوران ریاستش انجام می‌شد، منعکس شده بود. در نظرسنجی سال ۲۰۱۵ در مورد رفاه شغلی، کارکنان برخی از پایین‌ترین نمرات رضایت را در بین ۱۳ دانشگاه فنلاندی مورد بررسی، تقریباً در همه دسته‌بندی‌ها، گزارش کردند. این نتایج ضعیف بدون هیچ پیشرفت قابل توجهی در نظرسنجی‌های سال‌های ۲۰۱۷، ۲۰۱۹، ۲۰۲۱ و ۲۰۲۳ تکرار شدند. از سوی دیگر، وضعیت مالی دانشگاه پس از دوره تصدی او در تعادل بود و دانشگاه در اجرای استراتژی خود موفق ارزیابی می‌شد.